# Wings
Wings (укр. Крила, Вінґз) — британський рок-гурт, заснований Полом МакКартні після розпаду The Beatles. Гурт здобув популярність в 70-х, попри постійні зміни складу. Окрім Пола МакКартні постійну участь в гурті брала його дружина — Лінда Маккартні, а також гітарист і автор пісень Денні Лейн.
Звучання групи характеризувалося лагідністю, зверненням до різних музичних стилів та «бітлівської» мелодики й композиційних прийомів. Найкращім альбомом «Вінґз» критики вважають Band on the Run (Банда у втечі) 1973 р.
1977 р. великий успіх гурту приніс сингл «Mull Of Kintyre» (Мис Кінтайр), композиція з елементами шотландської народної музики.

## Склад
1971-1972
- Пол МакКартні — вокал, клавішні, бас-гітара, гітара
- Лінда Маккартні — вокал, клавішні
- Денні Лейн — вокал, гітара, бас-гітара, фортепіано
- Денні Сайвелл — ударні, перкусія

1972-1973
- Пол МакКартні — вокал, клавішні, бас-гітара, гітара
- Лінда МакКартні — вокал, клавішні
- Денні Лейн — вокал, гітара, бас-гітара, фортепіано
- Денні Сайвелл — ударні, перкусія
- Генрі Маккаллок — гітара, вокал

1973
- Пол МакКартні — вокал, клавішні, бас-гітара, гітара, ударні
- Лінда МакКартні — вокал, клавішні
- Денні Лейн — вокал, гітара, бас-гітара, фортепіано

1974-1975
- Пол МакКартні — вокал, клавішні, бас-гітара, гітара
- Лінда МакКартні — вокал, клавішні
- Денні Лейн — вокал, гітара, бас-гітара, фортепіано
- Джиммі Маккалок — гітара, вокал
- Джеф Бріттон — ударні, перкусія

1975-1977
- Пол МакКартні — вокал, клавішні, бас-гітара, гітара
- Лінда МакКартні — вокал, клавішні
- Денні Лейн — вокал, гітара, бас-гітара, фортепіано
- Джиммі Маккалок — гітара, вокал
- Джо Інгліш — вокал, ударні, перкусія

1977-1978
- Пол МакКартні — вокал, клавішні, бас-гітара, гітара, ударні
- Лінда МакКартні — вокал, клавішні
- Денні Лейн — вокал, гітара, бас-гітара, фортепіано

1978-1981
- Пол МакКартні — вокал, клавішні, бас-гітара, гітара
- Лінда МакКартні — вокал, клавішні
- Денні Лейн — вокал, гітара, бас-гітара, фортепіано
- Лоренс Джабер — вокал, гітара
- Стів Холлі — вокал, ударні, перкусія

## Дискографія
1. Wild Life (1971)
2. Red Rose Speedway (1973)
3. Band on the Run (1973)
4. Venus and Mars (1975)
5. Wings at the Speed of Sound (1976)
6. Wings over America, концертний альбом (1976)
7. London Town (1978)
8. Wings Greatest, збірка (1978)
9. Back to the Egg (1979)
10. Concerts for the People of Kampuchea, концертний альбом за участю різних музикантів (1981)
11. Band on the Run: 25th Anniversary Edition (1999)
12. Wingspan: Hits and History, збірка (2001)

| Валторна | Це незавершена стаття про музичний колектив. Ви можете допомогти проєкту, виправивши або дописавши її. |